# 1877 dans les parcs de loisirs
| Années des parcs de loisirs : 1874 - 1875 - 1876 - 1877 - 1878 - 1879 - 1880    |
| Décennies des parcs de loisirs : 1840 - 1850 - 1860 - 1870 - 1880 - 1890 - 1900 |